# Hyundai RB
Hyundai RB — серия коммерческих автобусов большой вместимости с заднемоторной компоновкой производства Hyundai Motor Company. Основными конкурентами являются Asia AM и Daewoo BV.

## История
Серия RB была разработана по лицензии Ford Motor Company of Australia. Двигатель был установлен сзади, а двери предусмотрено было устанавливать перед осями (передняя — напротив кабины водителя). В 1986 году модели RB520 и RB585 уступили место RB600.
В Южной Корее автобусы Hyundai RB были популярны в 80-е годы XX века, когда операторам предоставлялась значительная финансовая помощь для обновления парка. Однако после избрания правительства Великой национальной партии в 1986 году биржевые деньги начали иссякать, что привело к снижению спроса на автобусы. В связи с этим, в 1991 году на смену Hyundai RB пришёл Hyundai Aero City.

## Модельный ряд
- RB 520
- RB 585
- RB 600
- RB 635